# 金君玉英雄号潜艇
金君玉英雄号（韓語：김군옥영웅함），舷号841，是朝鲜人民军海军的一艘作战潜艇，朝方对其定位为“战术核攻击潜艇”，即可从水下发起核打击的潜艇。2023年9月6日，金君玉英雄号在咸镜南道新浦凤台潜艇厂下水，朝中社称该潜艇的下水是“建政75周年到来之际为祖国母亲献礼”。朝鲜劳动党总书记、中央军委委员长金正恩出席了该潜艇的下水仪式。该潜艇以朝鲜著名历史人物金君玉命名。

## 命名
金君玉是北韓第2魚雷艇艇長，在1950年7月2日清晨注文津港海戰中遭美軍攻襲陣亡。北韓聲稱該艇在金君玉的指揮下擊沈了美軍的巴爾的摩號重巡洋艦，其實當年該艦被封存在美國，1952年重新服役。

## 设计
部分专家在分析朝鲜官方发布的相关照片之后，预计该潜艇将有能力携带10枚朝鲜的新型潜射导弹“北极星-3”，并从水下完成发射。
对于金君玉英雄的动力为核动力还是常规动力，有不同的看法。
朝鲜最高司令官金正恩在致辞时说，金君玉英雄号正是他在海军节上提到的，“将海军现有中型潜艇改造成攻击型战术核潜艇”的标准型。
有评论认为金君玉英雄号基于俄罗斯海军常規動力的633型潜艇（罗密欧级）研发而来。
而俄罗斯海军元帅、黑海舰队前总司令弗拉基米尔·科莫耶多夫认为，金君玉英雄号采用核动力装置。

## 反应
韩国统一部副发言人金仁爱表示，朝鲜领导人金正恩声称战术核潜艇会给韩方造成压力和负担，而实际上让我们感到不适的只有朝鲜领导人的错误选择下朝鲜居民艰难的民生和朝鲜人权的残酷现实。
韩国联合参谋本部（联参）表示，金君玉英雄号处于无法正常运作的状态。

## 外部連結
- 朝鲜劳动党总书记金正恩同志革命活动新闻發布的本艦圖片 （页面存档备份，存于）